# Beltane
Beltane (iriska: Lá Bealtaine; skotsk gaeliska: Là Bealltainn) var en av kelternas största årsfester. Den var en fruktbarhetsfest som utspelades kring första maj och som innefattade stora eldar och möjligen även sexritualer. Festerna var särskilt till guden Belenus ära.